# Trimetrogon
Trimetrogon ist eine luftbildfotografische (photogrammetrische) Vermessungsmethode aus der Zeit kurz nach dem Zweiten Weltkrieg mit einem System aus drei (tri) Kameras. Die erste Kamera weist dabei direkt zur Erdoberfläche, die beiden anderen weisen zu den Seiten des Flugwegs mit einem Neigungswinkel von 30° oder mehr gegen die Horizontale. Die Überlagerung der dabei gewonnenen Bilder erlaubt eine stereographische Analyse der Topografie des überflogenen Geländes.
Der Name kommt von den mit dem Namen Metrogon versehenen Linsen des Herstellers Bausch & Lomb der Kameras der ersten dieser Systeme.
Mit der Methode wurden u. a. größere Teile der Antarktis kartiert.